# Barisia levicollis
Barisia levicollis là một loài thằn lằn trong họ Anguidae. Loài này được Stejneger mô tả khoa học đầu tiên năm 1890.